# Prodidomus flavus
Prodidomus flavus là một loài nhện trong họ Gnaphosidae.
Loài này thuộc chi Prodidomus. Prodidomus flavus được Norman I. Platnick & Barbara Baehr miêu tả năm 2006.